# De vier kunstvaardige broers
De vier kunstvaardige broers is een sprookje uit Kinder- und Hausmärchen met volgnummer KHM129, opgetekend door de gebroeders Grimm. De oorspronkelijke naam is Die vier kunstreichen Brüder.

## Het verhaal

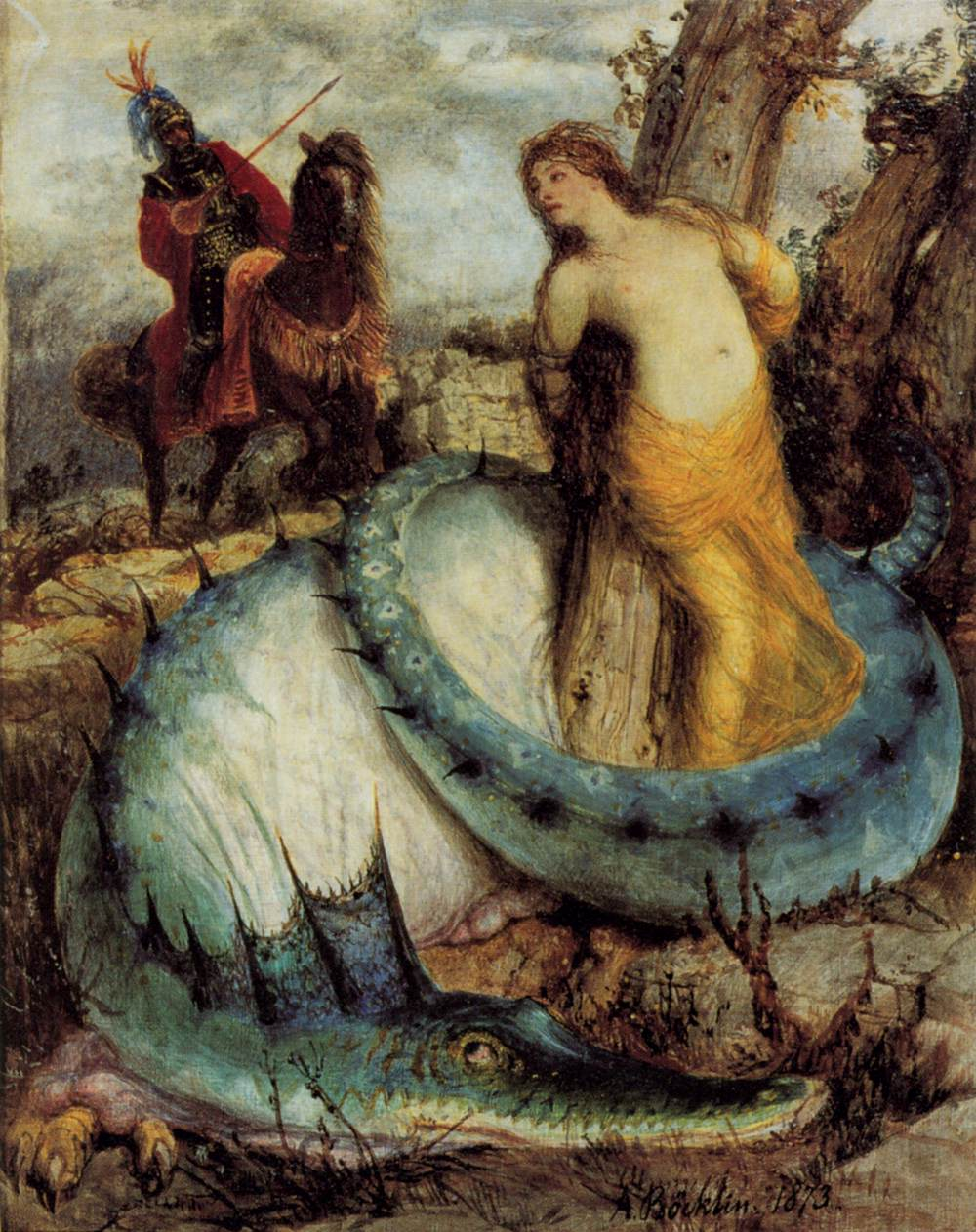
Angelika, von einem Drachen bewacht, Arnold Böcklin

Een oude man laat zijn vier zonen de wijde wereld in trekken en ze nemen hun wandelstok en nemen afscheid bij de poort. Na een tijdje komen ze bij een kruising en ze splitsen zich op. Ze spreken af om over vier jaar terug te komen bij het kruispunt en ze gaan hun eigen weg. De oudste komt een man tegen en deze biedt aan om hem een dief te maken. Hij kan alles wegnemen, zonder dat iemand iets merkt. De tweede broer komt een man tegen en deze kan hem sterrenkijker maken. Hij kan alles ontdekken wat verborgen is en wordt een astronoom. Als hij volleerd is, krijgt hij van zijn meester een verrekijker waarmee hij alles op de aarde en in de hemel kan zien. De derde broer gaat bij een jager in de leer en krijgt een buks die altijd raak schiet bij het afscheid. De jongste broer komt een kleermaker tegen en als hij volleerd is, krijgt hij een naald. Deze naald kan alle materialen aan elkaar naaien. Na vier jaren ontmoeten de broers elkaar op het kruispunt en vertellen elkaar wat ze hebben beleefd. De astronoom telt de eieren in een vinkennest en de dief haalt de eieren onder de vogel vandaan. De eieren worden op tafel gelegd; één op elke hoek en één in het midden.
De jager schiet alle eieren in één schot kapot en de vierde zoon naait de eieren weer aan elkaar. De dief legt de eieren weer in het nest en de eieren worden uitgebroed. De jongen komen uit, maar hebben allemaal een rood streepje rond de nek. De vader kan niet kiezen welke zoon het beste vak heeft geleerd. Na een tijdje horen ze dat de koningsdochter ontvoerd is door een draak. Degene die haar kan vinden, krijgt haar als vrouw. De broers gaan samen op weg en de astronoom ziet haar op een rots in de zee. Hij gaat naar de koning en vraagt om een schip. Ze varen naar de rots, maar de jager kan niet schieten. Hij zou de koningsdochter ook raken en de dief haalt haar van de rots. De draak wordt wakker en volgt hen, maar de jager raakt hem in zijn hart. Het schip wordt verpletterd en ze kunnen op planken blijven drijven. De kleermaker naait de planken aan elkaar en in het schip gaan ze naar huis. De vier broers moeten onderling uitmaken wie met de koningsdochter zal trouwen. Ze krijgen ruzie en vinden dat ze het belangrijkste hebben gedaan om de koningsdochter te vinden en ze komen er niet uit. Niemand mag met de koningsdochter trouwen, maar de koning belooft hun allemaal een kwart van het koninkrijk. De broers hoeven niet in onenigheid te leven en zijn gelukkig bij hun vader.

## Achtergronden bij het sprookje
- Het sprookje komt uit de omgeving van Paderborn.
- Het is verwant met een Russisch, een Hongaars en een Perzisch verhaal. Het is ook verwant met een verhaal uit de Pentamerone.
- Het is verwant met De drie broers (KHM124).
- De koning velt het oordeel, hij is in de oudheid de opperste rechter. Zie ook het beroemde oordeel van koning Salomo.
- De koningsdochter bevrijden van een draak komt ook voor in Het aardmanneke (KHM91).